# تيري ليونز
تيري ليونز (بالإنجليزية: Terry Lyons)‏ هو رياضياتي بريطاني، ولد في 4 مايو 1952.